# 瓦窰頭 (元朗區)

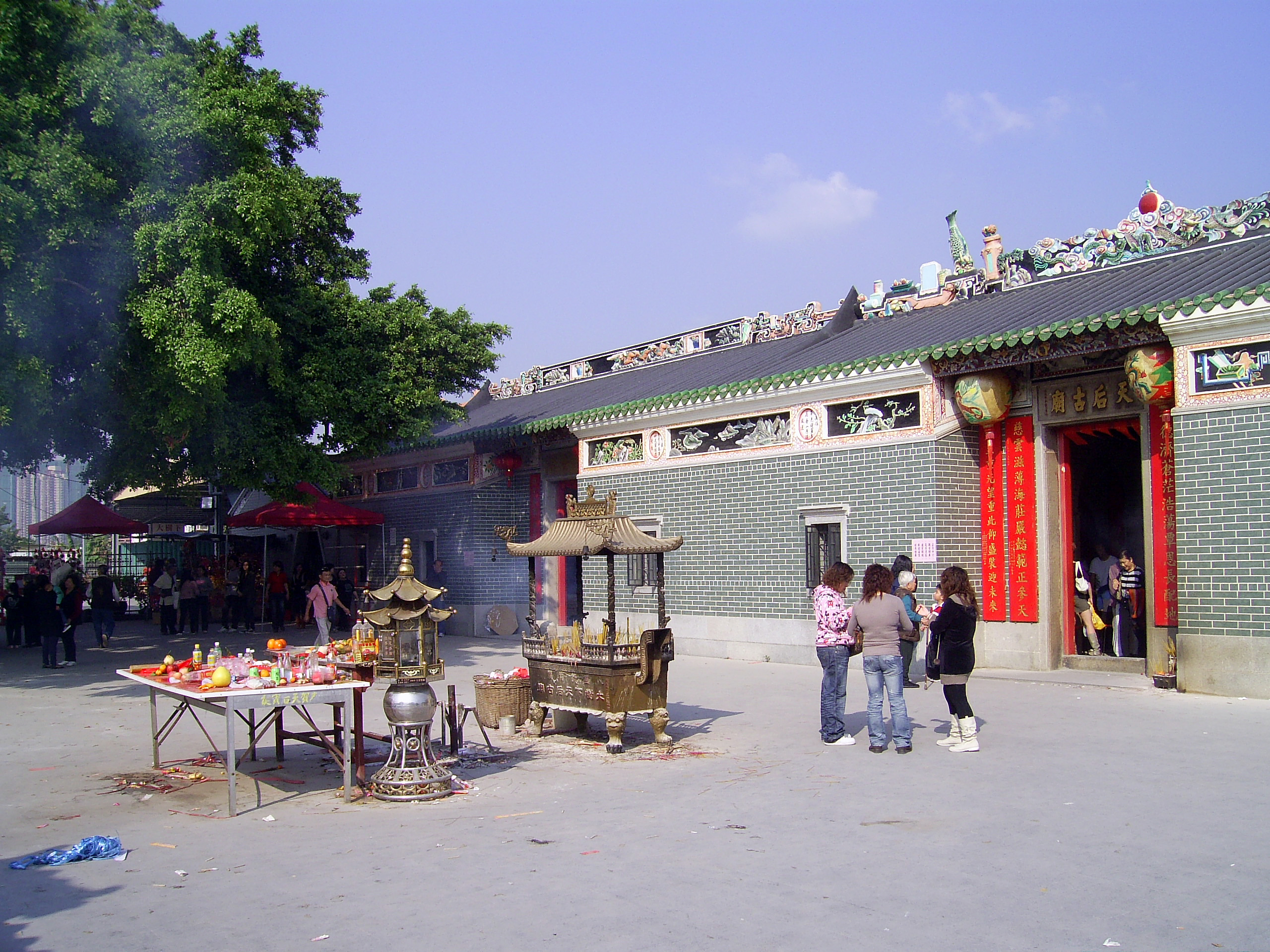
瓦窰頭內的天后古廟。

瓦窰頭（英語：Nga Yiu Tau）是一條位於香港元朗區十八鄉的鄉村。

## 行政區劃
瓦窰頭是新界小型屋宇政策下其中一條認可鄉村。

## 歷史
該村原稱龍涎村（Lung Yin Tsuen）。第二次世界大战期間，新來之人遷往該村定居，該村亦改為現稱。

## 外部連結
- 居民代表選舉瓦窰頭（十八鄉）的劃定現有鄉村範圍（2019－2022年） （页面存档备份，存于）
- 古物諮詢委員會「1444幢歷史建築物簡要」：十八鄉瓦窰頭天后古廟 （页面存档备份，存于）（照片 （页面存档备份，存于））
- 古物諮詢委員會網站上的同福堂照片 （页面存档备份，存于）

22°25′43″N 114°02′15″E / 22.428479°N 114.03742°E